# Biegi narciarskie na Mistrzostwach Świata Juniorów w Narciarstwie Klasycznym 2024
Biegi narciarskie na 44. mistrzostwach świata juniorów odbywały się w dniach 4-11 lutego 2024 roku w słoweńskiej Planicy. Zawodnicy i zawodniczki rywalizowali łącznie w 14 konkurencjach, w dwóch kategoriach wiekowych: juniorów oraz młodzieżowców. 

## Wyniki juniorów
| Miejsce | Zawodnik         | Czas    | Strata |
| ------- | ---------------- | ------- | ------ |
|         | Lars Heggen      | 2:17,77 | —      |
|         | Anton Grahn      | 2:17,98 | +0,21  |
|         | Jonatan Lindberg | 2:20,24 | +2,47  |
| 4.      | Isai Näff        | 2:20,76 | +2,99  |
| 5.      | Teo Galli        | 2:20,88 | +3,11  |
| 6.      | Silvan Hauser    | 2:46,73 | +28,96 |

| Miejsce | Zawodniczka                     | Czas    | Strata |
| ------- | ------------------------------- | ------- | ------ |
|         | Gina Del Rio                    | 2:40,84 | —      |
|         | Samantha Smith                  | 2:41,91 | 1,07   |
|         | Milla Grosberghaugen Andreassen | 2:43,62 | +2,78  |
| 4.      | Helene Erkheim Haugen           | 2:48,56 | +7,72  |
| 5.      | Iris De Martin Pinter           | 3:13,65 | +32,81 |
| 6.      | Erica Laven                     | 3:31,49 | +50,65 |

| Miejsce | Zawodnik         | Czas    | Strata  |
| ------- | ---------------- | ------- | ------- |
|         | Alvar Myhlback   | 23:05,9 | —       |
|         | Isai Näff        | 23:58,3 | +52,4   |
|         | Mons Melbye      | 24:02,7 | +56,8   |
| 4.      | Jørgen Nordhagen | 24:05,6 | +59,7   |
| 5.      | Nicklas Steiger  | 24:06,6 | +1:00,7 |
| 6.      | Filip Skari      | 24:29,9 | +1:24,0 |

| Miejsce | Zawodniczka                     | Czas    | Strata |
| ------- | ------------------------------- | ------- | ------ |
|         | Evelina Crusell                 | 26:40,1 | —      |
|         | Gina Del Rio                    | 26:48,6 | +8,5   |
|         | Anniken Sand                    | 27:03,5 | +23,4  |
| 4.      | Milla Grosberghaugen Andreassen | 27:23,2 | +43,1  |
| 5.      | Oline Vestad                    | 27:27,2 | +47,1  |
| 6.      | Samantha Smith                  | 27:30,4 | +50,3  |

| Miejsce | Zawodnik         | Czas    | Strata  |
| ------- | ---------------- | ------- | ------- |
|         | Jørgen Nordhagen | 47:35,9 | —       |
|         | Aksel Artusi     | 49:47,1 | +2:11,2 |
|         | Davide Ghio      | 49:51,5 | +2:15,6 |
| 4.      | Filip Skari      | 50:00,6 | +2:24,7 |
| 5.      | Isai Näff        | 50:05,3 | +2:29,4 |
| 6.      | Alvar Myhlback   | 50:32,7 | +2:56,8 |

| Miejsce | Zawodniczka            | Czas    | Strata |
| ------- | ---------------------- | ------- | ------ |
|         | Maria Gismondi         | 52:48,3 | —      |
|         | Anniken Sand           | 53:00,3 | +12,0  |
|         | Gina Del Rio           | 53:09,3 | +21,0  |
| 4.      | Evelina Crusell        | 53:16,3 | +28,0  |
| 5.      | Eva Ingebrigtsen       | 53:20,2 | +31,9  |
| 6.      | Hanna Engesæter Sørbye | 53:25,1 | +36,8  |

| Pozycja | Państwo           | Zawodnicy                                                                 | Czas    |
| ------- | ----------------- | ------------------------------------------------------------------------- | ------- |
|         | Szwecja           | Anton Grahn Mira Göransson Alvar Myhlback Evelina Crusell                 | 50:35,2 |
|         | Norwegia          | Mons Melbye Anniken Sand Jørgen Nordhagen Milla Grosberghaugen Andreassen | +13,9   |
|         | Włochy            | Davide Ghio Iris De Martin Pinter Aksel Artusi Maria Gismondi             | +45,1   |
| 4.      | Stany Zjednoczone | Zachary Jayne Samantha Smith Jack Lange Ava Thurston                      | +59,8   |
| 5.      | Francja           | Milhan Laissus Léonie Perry Charly Deuffic Heidi Convard                  | +1:33,5 |
| 6.      | Niemcy            | Tom Emilio Wagner Charlotte Böhme Philipp Moosmayer Katja Veit            | +2:00,3 |

## Wyniki młodzieżowców U23
| Miejsce | Zawodnik                | Czas    | Strata |
| ------- | ----------------------- | ------- | ------ |
|         | Aleksander Elde Holmboe | 2:15,78 | —      |
|         | Matz William Jenssen    | 2:15,92 | +0,14  |
|         | John Steel Hagenbuch    | 2:16,49 | +0,71  |
| 4.      | Gaspard Rousset         | 2:17,96 | +2,18  |
| 5.      | Ilan Pittier            | 2:20,82 | +5,04  |
| 6.      | Emil Danielsson         | 2:21,77 | +5,99  |

| Miejsce | Zawodniczka            | Czas    | Strata |
| ------- | ---------------------- | ------- | ------ |
|         | Sonjaa Schmidt         | 2:35,82 | —      |
|         | Hilla Niemelä          | 2:36,30 | +0,48  |
|         | Maria Hartz Melling    | 2:36,38 | +0,46  |
| 4.      | Verena Veit            | 2:36,63 | +0,81  |
| 5.      | Marina Kälin           | 2:39,39 | +1,57  |
| 6.      | Ingrid Bergene Aabrekk | 2:47,84 | +12,02 |

| Miejsce | Zawodnik              | Czas    | Strata  |
| ------- | --------------------- | ------- | ------- |
|         | Mathis Desloges       | 46:37,3 | —       |
|         | Martin Kirkeberg Mørk | 46:55,1 | +17,8   |
|         | Fabrizio Albasini     | 47:01,5 | +24,2   |
| 4.      | Mathias Holbæk        | 47:37,2 | +59,9   |
| 5.      | Rémi Bourdin          | 47:58,7 | +1:21,4 |
| 6.      | Martino Carollo       | 48:10,4 | +1:33,1 |

| Miejsce | Zawodniczka    | Czas    | Strata |
| ------- | -------------- | ------- | ------ |
|         | Marina Kälin   | 48:58,6 | —      |
|         | Haley Brewster | 48:59,9 | +1,3   |
|         | Maëlle Veyre   | 49:03,1 | +4,5   |
| 4.      | Novie McCabe   | 49:03,4 | +4,8   |
| 5.      | Liliane Gagnon | 49:06,5 | +7,9   |
| 6.      | Helen Hoffmann | 49:07,4 | +8,8   |

| Miejsce | Zawodnik                 | Czas    | Strata |
| ------- | ------------------------ | ------- | ------ |
|         | Mathias Holbæk           | 24:22,6 | —      |
|         | Martin Kirkeberg Mørk    | 24:25,7 | +3,1   |
|         | Edvard Sandvik           | 24:42,5 | +19,9  |
| 4.      | Jan-Friedrich Doerks     | 24:49,6 | +27,0  |
| 5.      | Thomas Linnebo Mollestad | 24:55,5 | +32,9  |
| 6.      | Elias Keck               | 24:57,3 | +34,7  |

| Miejsce | Zawodniczka        | Czas    | Strata |
| ------- | ------------------ | ------- | ------ |
|         | Helen Hoffmann     | 27:38,0 | —      |
|         | Nadja Kälin        | 27:39,2 | +1,2   |
|         | Märta Rosenberg    | 27:42,7 | +4,7   |
| 4.      | Elin Henriksson    | 27:43,9 | +5,9   |
| 5.      | Margarethe Bergane | 27:50,7 | +12,7  |
| 6.      | Marina Kälin       | 27:56,6 | +18,6  |

| Pozycja | Państwo    | Zawodnicy                                                         | Czas    |
| ------- | ---------- | ----------------------------------------------------------------- | ------- |
|         | Kanada     | Derek Deuling Jasmine Drolet Max Hollmann Liliane Gagnon          | 50:09,7 |
|         | Francja    | Rémi Bourdin Julie Pierrel Mathis Desloges Maëlle Veyre           | +0,7    |
|         | Szwecja    | Måns Skoglund Elin Henriksson Truls Gisselman Märta Rosenberg     | +0,8    |
| 4.      | Niemcy     | Jan-Friedrich Doerks Verena Veit Elias Keck Helen Hoffmann        | +1,5    |
| 5.      | Szwajcaria | Nicola Wigger Nadja Kälin Fabrizio Albasini Marina Kälin          | +4,6    |
| 6.      | Włochy     | Alessandro Chiocchetti Nadine Laurent Martino Carollo Sara Hutter | +18,1   |

## Klasyfikacja medalowa
| Poz. | Państwo           |   |   |   | złoto · srebro · brąz |
| ---- | ----------------- | - | - | - | --------------------- |
| 1.   | Norwegia          | 4 | 5 | 5 | 14                    |
| 2.   | Szwecja           | 3 | 1 | 3 | 7                     |
| 3.   | Kanada            | 2 | 0 | 0 | 2                     |
| 4.   | Szwajcaria        | 1 | 2 | 1 | 4                     |
| 5.   | Włochy            | 1 | 1 | 2 | 4                     |
| 6.   | Andora            | 1 | 1 | 1 | 3                     |
| 6.   | Francja           | 1 | 1 | 1 | 3                     |
| 8.   | Niemcy            | 1 | 0 | 0 | 1                     |
| 9.   | Stany Zjednoczone | 0 | 2 | 1 | 3                     |
| 10.  | Finlandia         | 0 | 1 | 0 | 1                     |